# Ewan McGregor
Ewan Gordon McGregor OBE, född 31 mars 1971 i Perth i Skottland, är en brittisk (skotsk) skådespelare.

## Biografi
Ewan McGregor föddes i Perth i Skottland, men växte upp i den närbelägna orten Crieff. Båda hans föräldrar är lärare. 
McGregors internationella genombrott kom år 1996 som heroinmissbrukaren Mark Renton i filmen Trainspotting. En av hans mer uppmärksammade roller är den som Obi-Wan Kenobi i föregångartrilogin i Stjärnornas krig-filmerna.
Tillsammans med vännen Charley Boorman har han genomfört tre motorcykelfärder "jorden runt". Den första tog dem bland annat till nomadläger i Mongoliet och genom bergen i Alaska och västra Kanada och skildrades i TV-serien Long way round (2004). Nästa resa gick från Storbritannien och genom Afrika med slutdestination i Kapstaden. Denna resa skildrades i TV-serien Long way down (2007) Tredje resan genomfördes på eldrivna motorcyklar och gick från Sydamerikas sydligaste spets till Los Angeles och skildrades i Long way up (2020).
McGregor har en av huvudrollerna i Ron Howards filmatisering av Dan Browns roman Änglar och demoner. 2006 blev han tillfrågad som den nya James Bond men avböjde erbjudandet.
Han har nominerats till två Golden Globes, 2002 för sin roll i Moulin Rouge! och 2013 för sin roll i Laxfiske i Jemen.

### Privatliv

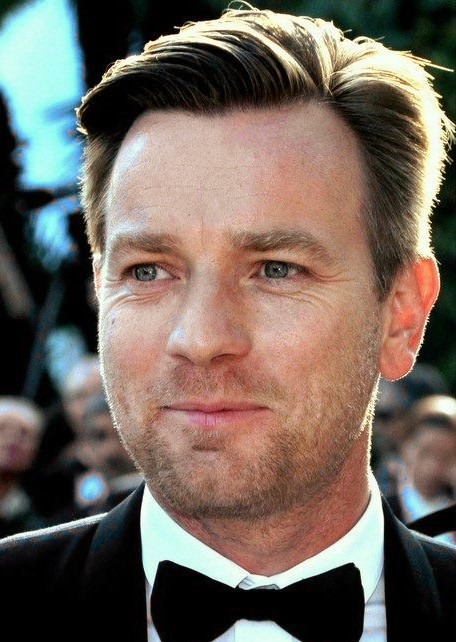
Ewan McGregor vid Filmfestivalen i Cannes 2012.

År 1995 gifte sig McGregor med Eve Mavrakis. Tillsammans har de fyra döttrar; den äldsta är Clara, manusförfattare och producent men även skådespelare, ytterligare två är adopterade, den ena från Mongoliet. Den 19 januari 2018 ansökte McGregor om skilsmässa från Mavrakis.
I maj 2017, efter att ha separerat från sin hustru, inledde McGregor ett förhållande med Mary Elizabeth Winstead. Deras son föddes i juni 2021. McGregor och Winstead gifte sig den 23 april 2022.

## Filmografi
| År   | Titel                                    | Roll                                | Noteringar |
| ---- | ---------------------------------------- | ----------------------------------- | ---------- |
| 1994 | Being Human                              | Alvarez                             |            |
| 1994 | Dödsleken                                | Alex Law                            |            |
| 1995 | Blue Juice                               | Dean Raymond                        |            |
| 1996 | Brassed Off                              | Andy Barrow                         |            |
| 1996 | Emma                                     | Frank Churchill                     |            |
| 1996 | Pillow Book                              | Jerome                              |            |
| 1996 | Trainspotting                            | Mark Renton                         |            |
| 1997 | A Life Less Ordinary                     | Robert Lewis                        |            |
| 1997 | The Serpent's Kiss                       | Meneer Chrome                       |            |
| 1997 | Nattvakten                               | Martin Bells                        |            |
| 1998 | Little Voice                             | Billy                               |            |
| 1998 | Velvet Goldmine                          | Curt Wild                           |            |
| 1998 | Desserts                                 | Stroller                            | Kortfilm   |
| 1999 | Eye of the beholder                      | The Eye                             |            |
| 1999 | Rouge Trader                             | Nick Leeson                         |            |
| 1999 | Star Wars: Episod I – Det mörka hotet    | Obi-Wan Kenobi                      |            |
| 2000 | Nora                                     | James Joyce                         |            |
| 2001 | Black Hawk Down                          | John Grimes                         |            |
| 2001 | Moulin Rouge!                            | Christian                           |            |
| 2002 | Star Wars: Episod II – Klonerna anfaller | Obi-Wan Kenobi                      |            |
| 2003 | Big Fish                                 | Unga Edward Bloom                   |            |
| 2003 | Young Adam                               | Joe Taylor                          |            |
| 2003 | Down with Love                           | Catcher Block                       |            |
| 2005 | Valiant och de fjäderlätta hjältarna     | Valiant (röst)                      |            |
| 2005 | Robotar                                  | Rodney Copperbottom (röst)          |            |
| 2005 | Star Wars: Episod III – Mörkrets hämnd   | Obi-Wan Kenobi                      |            |
| 2005 | The Island                               | Lincoln Six Echo/Tom Lincoln        |            |
| 2005 | Stay                                     | Dr. Sam Foster                      |            |
| 2006 | Miss Potter                              | Norman Warne                        |            |
| 2006 | Scenes of a Sexual Nature                | Billy                               |            |
| 2006 | Stormbreaker                             | Ian Rider                           |            |
| 2007 | Cassandra's Dream                        | Ian Blane                           |            |
| 2008 | Incendiary                               | Jasper Black                        |            |
| 2008 | Deception                                | Jonathan McQuarry                   |            |
| 2009 | Änglar och demoner                       | Camerlengo Patrick McKenna          |            |
| 2009 | The Men Who Stare at Goats               | Bob Wilton                          |            |
| 2009 | I Love You Phillip Morris                | Phillip Morris                      |            |
| 2009 | Amelia                                   | Gene Vidal                          |            |
| 2010 | The Ghost Writer                         | The Ghost Writer                    |            |
| 2010 | Nanny McPhee och den magiska skrällen    | Rory Green                          |            |
| 2010 | Beginners                                | Oliver                              |            |
| 2010 | Jackboots on Whitehall                   | Chris                               |            |
| 2011 | Haywire                                  | Kenneth                             |            |
| 2011 | Laxfiske i Jemen                         | Dr. Alfred Jones                    |            |
| 2011 | Perfect Sense                            | Michael                             |            |
| 2012 | The Impossible                           | Henry                               |            |
| 2013 | Jack the Giant Slayer                    | Elmont                              |            |
| 2013 | En familj – August: Osage County         | Bill Fordham                        |            |
| 2014 | A Million Ways to Die in the West        | Cowboy                              |            |
| 2014 | Son of a Gun                             | Brendan Lynch                       |            |
| 2015 | Mortdecai                                | Inspektör Martland                  |            |
| 2015 | Last Days in the Desert                  | Jesus och Satan                     |            |
| 2015 | Miles Ahed                               | Dave Brill                          |            |
| 2015 | Star Wars: The Force Awakens             | Obi-Wan Kenobis röst                | cameo      |
| 2016 | Jane Got a Gun                           | John Bishop                         |            |
| 2016 | Our Kind of Traitor                      | Peregrine 'Perry' Makepeace         |            |
| 2016 | American Pastoral                        | Seymour 'Swede' Levov               | även regi  |
| 2017 | T2 Trainspotting                         | Mark Renton                         |            |
| 2017 | Skönheten och odjuret                    | Lumiere                             |            |
| 2017 | Fargo: Säsong 3                          | Emmit och "Ray" Stussy (dubbelroll) |            |
| 2018 | Zoe                                      | Cloe                                |            |
| 2018 | Christoffer Robin & Nalle Puh            | Christoffer Robin som vuxen         |            |
| 2020 | Birds of Prey                            | Roman Sionis / Black Mask           |            |
| 2022 | Obi-Wan Kenobi                           | Obi-Wan Kenobi                      | TV-serie   |
| 2022 | Guillermo del Toros Pinocchio            | Sebastian J. Cricket                | Röst       |
| 2023 | Bleeding Love                            | Fader                               |            |
| 2023 | Mother, Couch                            | David                               |            |
| 2026 | Flowervale Street                        | TBA                                 |            |